# یامابوشی

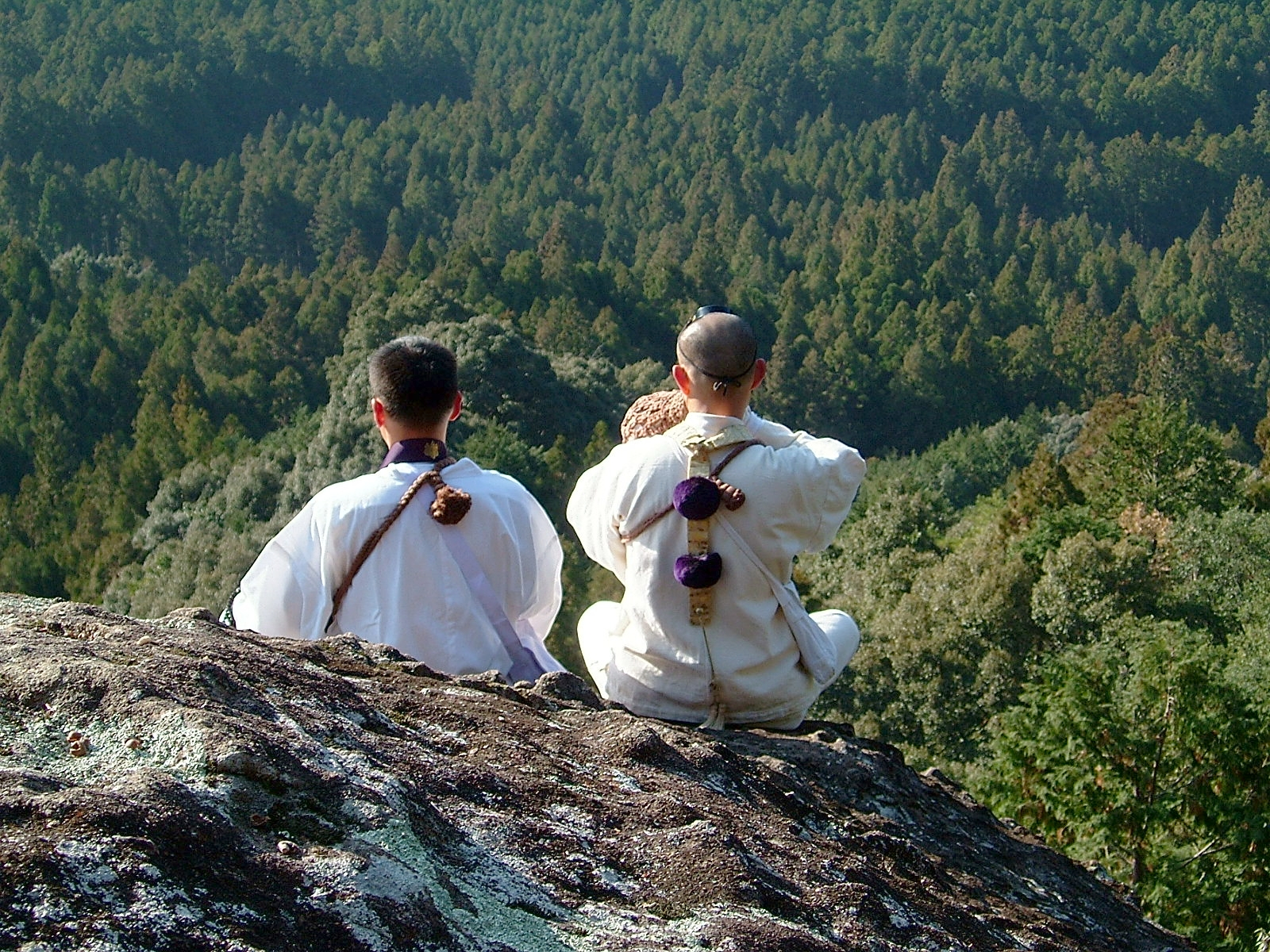
دو یامابوشی در کوهستان

یامابوشی (به ژاپنی: 山伏) (به هیراگانا: やまぶし)، راهبان گوشه‌گیر ژاپنی هستند که پیشینه درازی در آن سرزمین دارند. این راهبان در کوهستان‌ها زندگی می‌کنند و داشتن قدرت‌های فراطبیعی را به آنان نسبت می‌دهند. آن‌ها پیرو مکتب شوگندو (修験道) هستند که ترکیبی از بوداگرایی عرفانی بخش شینگون (真言) با عناصر بوداگرایی تندای (天台宗)، تائوئیسم و شینتو (神道) است. پیشینه آن‌ها را می‌توان به مردمان یامابیتو (山人) در دوره جومون و هیجیری (聖) در سده‌های هشتم و نهم میلادی نسبت داد.
یامابوشی‌ها برای حفظ استقلال و انزوای خود تنها با تعداد کمی از معابد روابط کمی دارند. آن‌ها به تمرینات هنرهای رزمی نیز می‌پردازند و در تاریخ در برخی موارد در کنار سامورایی‌ها(武士)  و سوهی‌ها (僧兵) در نبردها شرکت کرده‌اند.
امروزه پیروان شوگندو را با نام اوباسوکو-یامابوشی می‌شناسند. این آیین بر ریاضت و پایداری پافشاری می‌کند و پیروان آن لباس‌های سفید و زرد بر تن می‌کنند و شیپور صدفی هوراگای را همراه دارند.

## تاریخچه

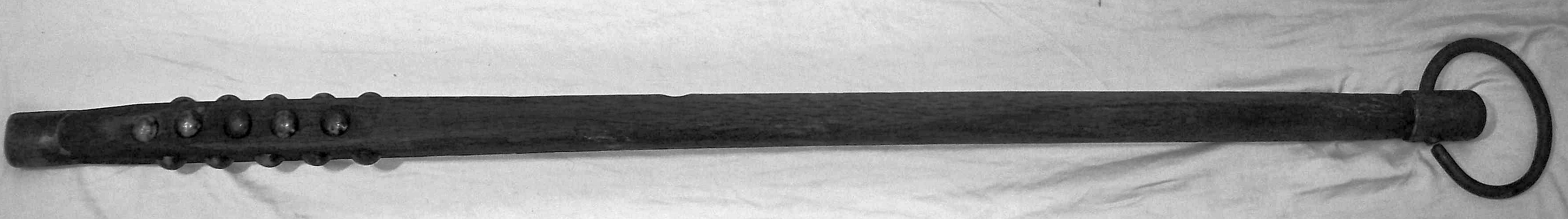
کانابو، چوبدستی آهنین با سری همچون گرز که یامابوشی‌ها با خود حمل می‌کنند.

رسم یامابوشی از یاماهوشی آغاز گردیده‌است؛ گروه‌ها یا افراد تکی که در کوه‌ها به ریاضت و زهد می‌پرداختند، با نام مردان مقدس نیز شناخته‌می‌شدند و با پیروی از راه شوگندو به جستجوی نیروهای فراطبیعی و روحی بودند. در افسانه‌ها،‌ بنیان‌گذار این آیین را ان نو گیوجا دانسته‌اند که جایگاهش در زاپن همچون مرلین در فرهنگ غرب است. پیروان این آیین را با نام‌های گوناگونی چون کنجا،‌ کنزا یا شوگنجا می‌نامند. این زاهدان را به خاطر قدرت‌های جادویی، دانش رمزی و شفابخشی می‌شناسند. (در آیین شینتو،‌ شفابخشی را قدرت دوشیزگان میکو می‌دانند.)
این زاهدان، در کنج عزلت خود در کوهستان‌ها،‌ نه تنها به مطالعه طبیعت و متون روحی و دینی،‌ بلکه به تمرین گستره‌ای از هنرهای رزمی نیز می‌پردازند. همیشه تمرینات رزمی را در ژاپن ابزاری برای پیشرفت روحی و روانی دانسته‌اند؛ چنین است که در تمام دوره‌های تاریخی یامابوشی‌ها همچون دیگر راهبان و سوهی‌ها به تمرینات رزمی پرداخته‌اند.
با افزایش بینش رمزی و دانش یامابوشی‌ها، ساختار سازمانی آن‌ها نیز بسته‌تر شد و راهبان و معابدشان قدرت سیاسی به‌دست آوردند. در دوره نان‌بوکو-چو در سده‌های سیزدهم و چهاردهم میلادی،‌ پیروان یامابوشی‌ها ساختار سازمانی کونشا را پدید آوردند که همچون سوهی‌ها و دیگر راهبان،‌از معابد اصلی خود پیروی می‌کردند. آن‌ها به امپراتور گودای‌گو کمک کردند تا شوگون‌سالاری کاماکورا را براندازد و در این راه نشان دادند که قدرت نظامیشان دست کمی از ارتش‌های حرفه‌ای سامورایی ندارد. چندین سده بعد یامابوشی‌ها را به عنوان مشاور و نیروهای نظامی بیشتر طرف‌های درگیر در دوره سن‌گوکو می‌بینیم. برخی از آن‌ها در سال ۱۵۶۸ میلادی به رهبری تاکدا شینگن به اودا نوبوناگا علیه اوئسوگی کنشین کمک کردند،‌ درحالی‌که دیگران از جمله راهب بزرگ سسای چورو مشاور نظامی توکوگاوا ایه‌یاسو بودند. بیشتر یامابوشی‌ها و دیگر راهبان، در کنار کشاورزان، راهبان شینتو و نجیب‌زادگان در گروه ایکو-ایکی گرد هم آمدند تا علیه اودا نوبوناگا بجنگند که سرانجام هم شکست خوردند و نوبوناگا پایانی بر دوره راهبان مبارز نهاد.